# Jens August Schade
Pour les articles homonymes, voir Schade.
Jens August Schade est un romancier et poète danois (10 janvier 1903 - 20 novembre 1978).

## À propos de son roman
Selon Ivan Chtcheglov, « Des êtres se rencontrent et une douce musique s'élève dans leurs cœurs est le plus grand roman du XXe siècle, et de loin ».
Ce roman de 1944 est adapté au cinéma en 1967 par le directeur Henning Carlsen.

## Œuvres parues en français
- Des êtres se rencontrent et une douce musique s'élève dans leurs cœurs, traduit du danois par Christian Petersen-Merillac, illustrations d'Anne Grete, éditions du Bateau ivre, Paris 1947.

- Des êtres se rencontrent et une douce musique s'élève dans leurs cœurs, éd. du Hasard, Paris 1971 (fac-similé de l'édition de 1947).

- Des êtres se rencontrent et une douce musique s'élève dans leurs cœurs, roman traduit du danois par Christian Petersen-Merillac, éditions Champ libre, 1978

- Anthologie de la poésie danoise contemporaine, pp. 64-71., établie par Jurgen Gustava Brandt, Uffe Harder, Klaus Rifbjerg, introduction de Torben Brostrom, Gallimard / Gyldendal, 1975

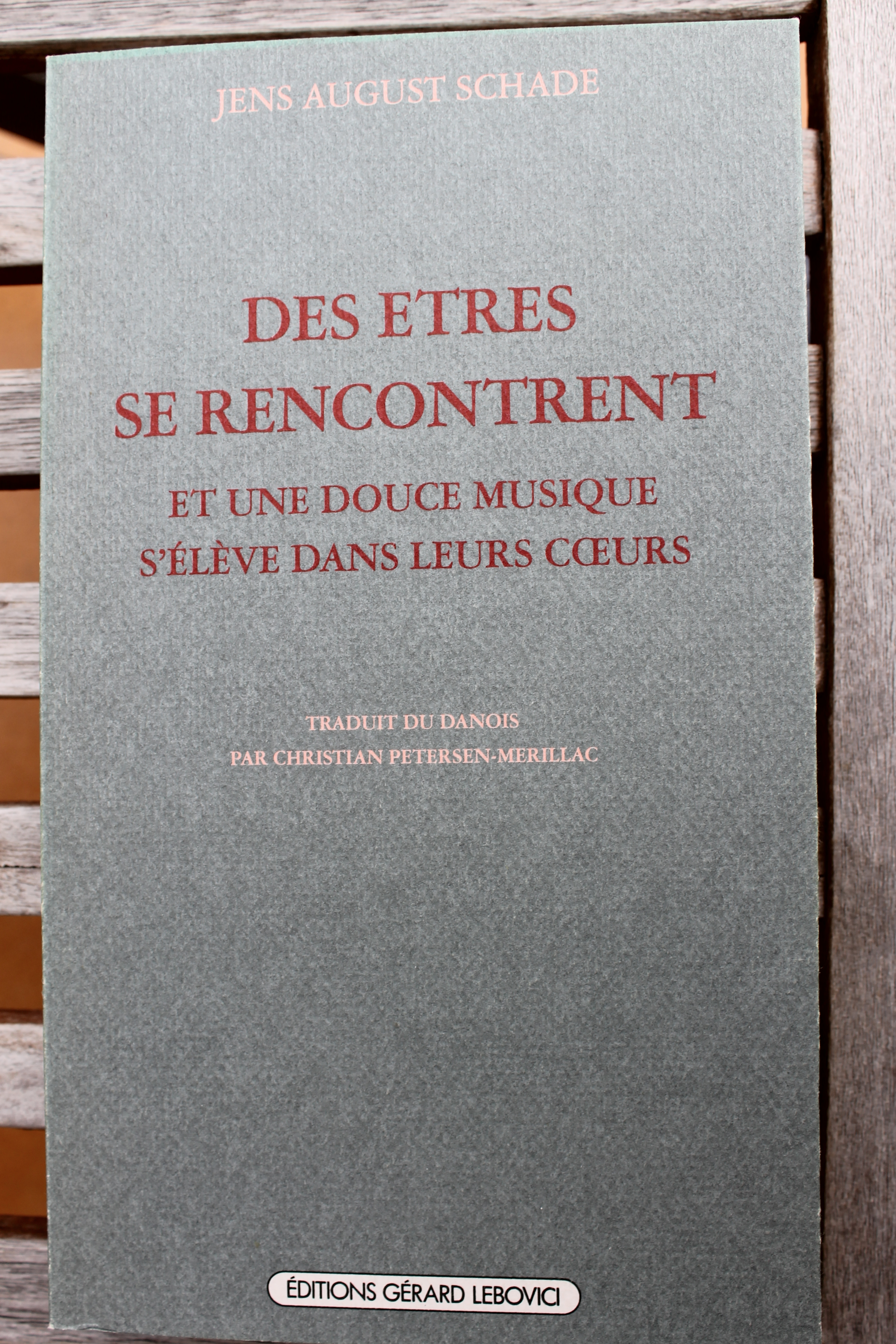
Des Êtres se rencontrent et une douce musique s'élève de leurs cœurs, Éditions Gérard Lebovici.